# Basar
Basar è una città dell'India situata nel distretto del Siang Occidentale, nello stato federato dell'Arunachal Pradesh. In base al numero di abitanti la città rientra nella classe VI (meno di 5.000 persone).

## Geografia fisica
La città è situata a 27° 58' 60 N e 94° 40' 0 E e ha un'altitudine di 578 m s.l.m..

## Società

### Evoluzione demografica
Al censimento del 2011 la popolazione di Basar assommava a 4 284 persone, delle quali 2.279 maschi e 2.005 femmine. I bambini di età inferiore o uguale ai sei anni assommavano a 482.